# Libro de las Horas de Rohan

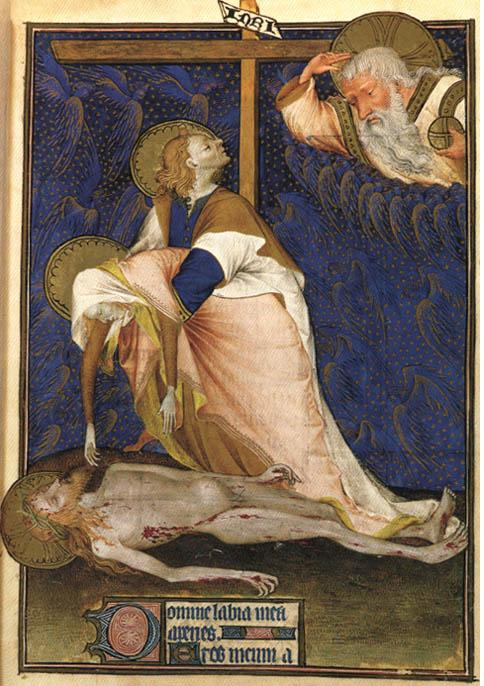
El epítome del arte del Maestro de Rohan es la «Lamentación de la Virgen» (f. 135, Pl. 57) de las Horas de la Cruz. La Virgen doliente no puede ser consolada por Juan el Evangelista, quien mira hacia arriba, consternado, hacia un Dios entristecido.

Las Grandes Horas de Rohan (francés: Grandes Heures de Rohan; Bibliothèque Nationale, París, MS Latin 9471), conocido como el Libro de las Horas de Rohan, es un libro de horas, pintado por el artista anónimo conocido como Maestro de Rohan, entre 1430 y 1435. Tiene un estilo gótico y está decorado con pinturas al temple y pan de oro. Los márgenes del libro están adornados con miniaturas del Antiguo Testamento con rótulos en francés antiguo. Contiene los usuales oficios, oraciones y letanías en latín, junto con textos suplementarios, decorados con miniaturas: 11 que ocupan toda una página, 54 de media página y 227 pequeñas. Es una especie de Biblia moralizada. Las iluminaciones que ocupan toda una página se caracterizan por el retrato muy emocional y dramático de la agonía de Jesucristo y el dolor de la Virgen. Según Millard Meiss, «el Maestro de Rohan se preocupaba menos de lo que la gente hacía y más de lo que estaban sintiendo. Mientras que los grandes maestros que le precedieron destacaron en la descripción de los aspectos novedosos del mundo natural, él exploró el reino del sentimiento humano». Meiss concluye que el Maestro de Rohan era «el mayor expresionista de la Francia del siglo XV». El manuscrito se encuentra en la Bibliothèque Nationale en París, Francia.

## Patrón
Este libro de horas fue probablemente un encargo de Violante de Aragón, hija de Juan I de Aragón y duquesa de Anjou, para su sobrino Carlos, el delfín de Francia. Violante, viuda de Luis II, duque de Anjou, era protectora y mentora de su sobrino, quien sería coronado como Carlos VII de Francia en 1429. La duquesa Violante era una gran defensora de Juana de Arco.
Otra teoría sugiere que este libro de horas fue un encargo de la Casa de Rohan, como lo indica su escudo de armas, que aparece en algunas de las páginas. Sería un encargo hecho en 1431 para celebrar el matrimonio de Carlos de Anjou, conde de Maine, con una hija de Alano IX de Rohan, sin embargo el matrimonio nunca se celebró.
Otros historiadores de arte sugieren que Violante de Aragón encargó este libro de horas para su hija, sin embargo, no es muy probable porque los rezos en latín tienen declinaciones masculinas.

## Artistas

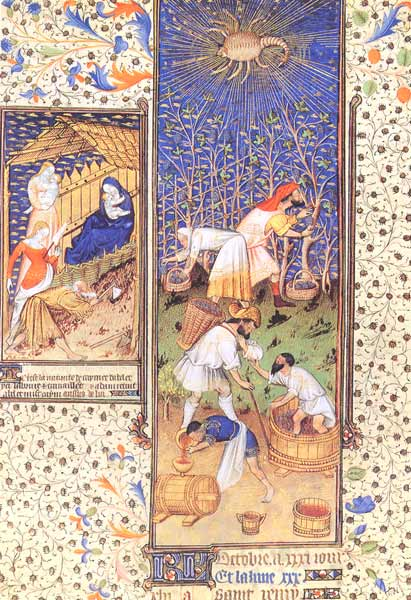
La vendimia: calendario para el mes de octubre, f. 14v

La identidad del Maestro de Rohan está rodeada de misterio. Los inventigadores asumen que encabezaba un gran taller protegido por la casa de Anjou. Los primeros estudios de las miniaturas indicaron que el Maestro de Rohan solo pintó tres páginas y media de las miniaturas que ocupaban una página entera. Puesto que el Maestro iluminó tan pequeña parte del libro, no se sabe si era un pintor o un empresario. Meiss y Thomas le atribuyen, sin embargo, diez de las once grandes páginas que han sobrevivido así como tres miniaturas de media página: folio 33v, lámina 36; f. 210, lám. 79; y f. 217, lám. 93. Meiss menciona tablas de altar que el Maestro de Rohan habría pintado, probando que era algo más que un empresario; era un pintor dotado de arte religioso, así como un dramático miniaturista. Hay otro Libro de Horas en la Biblioteca Británica que se le atribuye, y a artistas relacionados con él se le atribuyen otro en la misma institución y otros en otros lugares. La Biblioteca Nacional de Francia también tiene un Boccaccio obra suya y de su taller.

Las miniaturas del Maestro de Rohan son muy emotivas. Usa el ángulo del rostro, el pelo, los gestos, y la caída de velos y de la ropa para transmitir las emociones de sus figuras. Tal expresividad no era inusual en la Francia del siglo XV. Meiss sugiere que el Maestro de Rohan podía venir de los Países Bajos, Alemania, Provenza, o Cataluña, la patria natal de la mecenas Violante.